# Padegrim
Padegrim ist eine Siedlung des Ortsteiles Loburg von Möckern im Landkreis Jerichower Land in Sachsen-Anhalt.

## Geografie
Die Siedlung liegt etwa einen Kilometer westlich vom Ortskern von Loburg entfernt. Sie wird durch die hier verlaufende Grenze zwischen der westlichen Fläminghochfläche, einer Heide- und magerrasenreichen Waldlandschaft im Norden und dem Zerbster Land, einer ackergeprägten, offenen Kulturlandschaft im Süden geteilt. Am Nordrand des Ortes fließt die Ehle in Ostwestrichtung an ihm vorbei. Jenseits der Ehle befindet sich der Südrand vom Landschaftsschutzgebiet Loburger Vorfläming.
Westlich der Siedlung befindet sich der denkmalgeschützte Gutsfriedhof für Rittergut Loburg II.

## Geschichte
1820 war der Ort ein Vorwerk des Loburger Gutes von August von Wulfen, zu dem eine Wassermühle, 6 Wohnhäuser und 46 nach Loburg eingepfarrte Einwohner zählten. Zu dieser Zeit gehörte der Ort zum Landkreis Jerichow I.
Padegrim gehörte historisch zum Gutsbezirk Loburg II und wurde nach der Auflösung der Gutsbezirke am 30. September 1928 ein Ortsteil der Stadt Loburg. Loburg wurde am 1. Januar 2009 nach Möckern eingemeindet.